# Lev Korneev
Lev Korneev (serbiska: Лев Корнеев), född 15 mars 2005, är en serbisk taekwondoutövare. 

## Karriär
I december 2023 tog Korneev brons i 58  kg-klassen vid U21-EM i Bukarest. I maj 2024 tog han silver i 58 kg-klassen vid EM i Belgrad efter en finalförlust mot italienske Vito Dell'Aquila.